# Alejandro Gutiérrez Gutiérrez
Alejandro Gutiérrez Gutiérrez (Saltillo, Coahuila, 16 de noviembre de 1956) es un político mexicano, miembro del Partido Revolucionario Institucional, que ha ocupado, entre otros, los cargos de diputado federal y senador por el estado de Coahuila.

## Biografía
Alejandro Gutiérrez Gutiérrez es licenciado en Economía egresado de la Universidad Anáhuac. Durante sus primeros años como profesional se dedicó a actividades privadas, en particular como empresario agrícola y ganadero.
Miembro del PRI desde 1980, fue dirigente del Frente Juvenil Revolucionario en Coahuila y luego secretario general de la Confederación Nacional de Organizaciones Populares (CNOP) en Coahuila. En 1985 fue elegido diputado al Congreso de Coahuila hasta 1988, fungiendo como líder de la bancada del PRI. Posteriormente fue secretario general del comité estatal del PRI entre 1993 y 1994.
En 1994 fue elegido diputado federal en reprentación del Distrito 1 de Coahuila a la LVI Legislatura y en la que fue presidente de la comisión de Apoyo a la Producción y coordinador de los diputados del PRI de Coahuila. 
De 1997 a 1998 fue presidente estatal del PRI, y en 1999 fue precandidato a la gubernatura del estado en la elección interna, en la que resultó triunfador Enrique Martínez y Martínez.
En 2000 fue postulado candidato a Senador por Coahuila en primera fórmula, no resultó triunfador en la elección, por lo que le correspondió ocupar la curul de primera minoría; fungiendo como senador de 2000 a 2006.
De 2015 a 2016 fue secretario general adjunto del comité ejecutivo nacional del PRI cuando era encabezado por Manlio Fabio Beltrones.

### Acusaciones de corrupción
En 2017 ha sido señalado como partícipe de una operación para desviar fondos públicos del gobierno del estado de Chihuahua hacia campañas electorales del PRI durante el mandato de César Duarte Jáquez en la gubernatura de Chihuahua y con el presunta participación de Manlio Fabio Beltrones y Luis Videgaray Caso; con base en estas acusaciones fue detenido por agentes de la fiscalía de ese estado el 20 de diciembre de 2017 e ingresado en el CERESO estatal número 1.
Al día siguiente, 21 de diciembre, tras la celebración de una audiencia, fue formalmente vinculado a proceso y permanecerá detenido en el CERESO de Chihuahua. El 2 de enero de 2018 fue vinculado a proceso por segunda ocasión por una nueva acusación de peculado en perjuicio del gobierno de Chihuahua al simular servicios que nunca fueron prestados, por lo que se le dictó por segunda ocasión prisión preventiva.
A principios de enero de 2018 Alejandro Gutiérrez a través de sus abogados acusaron a la Fiscalía de Chihuahua de haber sido torturado psicologicamente; lo que fue respaldado por el precandidato del PRI a la presidencia José Antonio Meade Kuribreña, que acusó durectamente del cargo al gobernador de Chihuahua, Javier Corral Jurado. Lo cual fue negado por la fiscalía de Chihuahua.
Ante esto, la defensa anunció que solicitaría a la Procuraduría General de la República el traslado de Gutiérrez a un penal federal, llegándose a asegurar que sería trasladado el 27 de enero al CEFERESO Número 9 en Ciudad Juárez; sin embargo, el día 28 el gobierno de Chihuahua negó cualquier traslado del reo, señalando que este obedecería a complicidad de la PGR con la defensa para lograr la libertad de Gutiérrez y que se remitirían a las resoluciones de los tribunales sobre este posible cambio de penal.
el 28 de septiembre de 2018 fue liberado del cautiverio en el CERESO Estatal número 1 de Aquiles Serdán por orden de la autoridad federal, pero sujeto a arraigo con un brazalete electrónico y la prohibición de salir del estado de Chihuahua. El gobernador Javier Corral, rechazó el hecho y lo señaló como fruto de la estrategia y complicidad del gobierno de Enrique Peña Nieto con Alejandro Gutiérrez.
El 6 de mayo de 2019 se dictó sentencia en su juicio, en la que fue declarado culpable del delito de peculado agrabado por 1.7 millones de pesos en contra del gobierno de Chihuahua, aunque su defensa anunció su apelación ante el Poder Judicial de la Federación.